# Jang Hyuk
Jang Hyuk, pseudonimo di Jung Yong-joon (정용준?; Pusan, 20 dicembre 1976), è un attore sudcoreano. È noto per le sue interpretazioni nelle pellicole Volcano High e Nae yeojachin-gureul sogaehamnida, e nei serial televisivi Myeongnangsonyeo seonggonggi, Gomapseumnida, Chuno, Ppuri gip-eun namu, Unmyeongcheoreom neol saranghae e Binnageona michigeona.

## Filmografia parziale

### Cinema
- Volcano High (화산고;), regia di Kim Tae-kyun (2001)
- Public Toilet (Hwajangshil eodieyo?), regia di Fruit Chan (2002)
- Yeong-eo-wanjeonjeongbok (영어완전정복), regia di Kim Sung-su (2003)
- Nae yeojachin-gureul sogaehamnida (내 여자친구를 소개합니다), regia di Kwak Jae-yong (2004)
- S Diary (에스 다이어리), regia di Kwon Jong-kwan (2004)
- Ogamdo (오감도), regia di Daniel H. Byun (2009)
- Penthouse kokkiri (펜트하우스 코끼리), regia di S.K. Jhung (2009)
- Uiroe-in (의뢰인), regia di Sohn Young-sung (2011)
- Gamgi (감기), regia di Kim Sung-su (2013)
- Gasi (가시), regia di Kim Tae-kyun (2014)
- Sunsu-ui sidae (순수의 시대), regia di Ahn Sang-hoon (2015)
- Inside or Outside, regia di Gary Mak (2016)
- Saranghagi ttaemun-e (사랑하기 때문에), regia di Joo Ji-hoong (2017)
- Botong saram (보통사람), regia di Kim Bong-han (2017)
- Geomgaek (검객), regia di Choi Jae-hoon (2020)
- Gangneung (강릉), regia di Yoon Young-bin (2021)

### Televisione
- Model (모델) – serie TV (1997)
- Myeongnangsonyeo seonggonggi (명랑소녀 성공기) – serie TV (2002)
- Gomapseumnida (고맙습니다) – serie TV (2007)
- Bulhandang (불한) – serie TV (2008)
- Tazza (타짜) – serie TV (2009)
- Chuno (추노) – serie TV (2010)
- Midas (마이더스) – serie TV (2011)
- Ppuri gip-eun namu (뿌리 깊은 나무) – serie TV (2011)
- Iris II (아이리스2) – serie TV (2013)
- Unmyeongcheoreom neol saranghae (운명처럼 널 사랑해) – serie TV (2014)
- Binnageona michigeona (빛나거나 미치거나) – serie TV (2015)
- Producer (프로듀사) – serie TV (2015)
- Jangsa-ui sin - Gaekju 2015 (장사의 신 - 객주 2015) – serie TV (2015)
- Beautiful Mind (뷰티풀 마인드) – serie TV (2016)
- Voice (보이스) – serie TV (2017)
- Choego-ui hanbang (최고의 한방) – serie TV (2017)
- Donkkot (돈꽃) – serie TV (2017)
- Gireumjin Mello (기름진 멜로) – serie TV (2018)
- Baedeupapa (배드파파) – serie TV (2018)
- Wang-i doen namja (왕이 된 남자) – serie TV (2019)
- My Country: The New Age (나의 나라) – serie TV (2019)
- Bon Daero Malhara (본 대로 말하라) – serie TV (2020)
- Bulg-eun dansim (붉은 단심?) – serie TV (2022)
- Family (패밀리?) – serie TV (2023)